# Байонет Nikon F
Не следует путать с байонетом Konica F

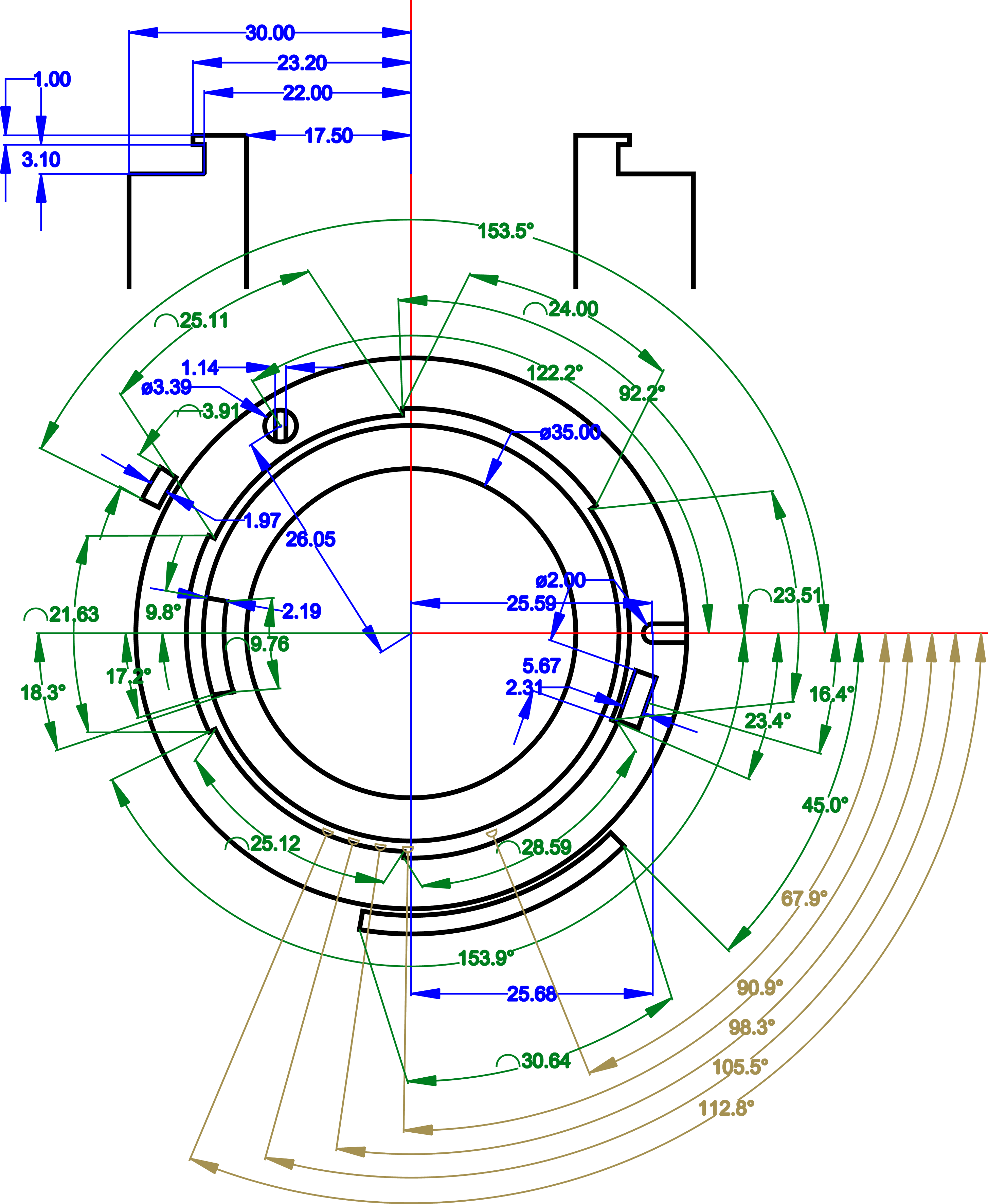
Чертёж хвостовика объектива с байонетом F. Вверху «на 11 часов» видна полумуфта раннего «отвёрточного» автофокуса. Внизу расположен выступ кольца диафрагмы, передающий её установленное значение по спецификации AI. Под пазом фиксации байонета, расположенным «на 3 часа», видна прямоугольная выемка опознавания объектива типа AI-S. На рисунке байонет изображён сзади, перевёрнутым «вниз головой»

Байонет Nikon F, Байонет F — стандарт байонетного присоединения объективов к малоформатным однообъективным зеркальным фотоаппаратам, впервые использованный корпорацией Nippon Kogaku K. K. (в настоящее время — «Nikon») в камере Nikon F в 1959 году и с некоторыми изменениями применяющийся до настоящего времени, в том числе в цифровой аппаратуре.
Это один из двух байонетов малоформатной фотоаппаратуры, которые остались неизменными после появления автофокуса и цифровой фотографии. Другой тип такого присоединения, доживший до наших дней, — байонет К — разработан компанией Asahi Pentax. Остальные крепления для малоформатной оптики, появившиеся до середины 1980-х годов, считаются устаревшими и заменены принципиально новыми, несовместимыми с ранее выпущенной фотоаппаратурой.
Кроме самой корпорации Nikon оптика с байонетом F выпускалась и другими производителями: Carl Zeiss, Voigtländer, Schneider Kreuznach, Angénieux, Samyang, Sigma, Tokina, Tamron, Hartblei, Lensbaby, Vivitar, а также киевским заводом «Арсенал».
Этот же тип присоединения встречается на фотоаппаратах Fujifilm, Sinar, Kenko, Horseman и в цифровых камерах Kodak DCS. Некоторые производители используют байонет F не только в фотоаппаратах: такое присоединение иногда используется в киносъёмочных аппаратах, цифровых кинокамерах и телевизионных камерах.
В отличие от большинства других типов соединений, установка объективов с байонетом F происходит вращением против часовой стрелки, а снятие — поворотом по часовой, если смотреть на объектив спереди. Рабочий отрезок байонета 46,5 мм превышает эту же величину большинства других типов малоформатных креплений, поэтому полноценная совместимость камер с байонетом F с объективами других фотосистем чаще всего невозможна. Напротив, объективы с байонетом Nikon F могут быть установлены через адаптер на большинство других типов малоформатной аппаратуры.

## Совместимость объективов

### Nikkor
Корпорацией Nikon под брендом «Nikkor» выпущено множество разновидностей объективов с байонетом F, незначительно отличающихся от исходной конструкции. Эти изменения связаны с постоянным совершенствованием системы и попытками приспособить её к меняющимся фототехнологиям. Кроме общеизвестного деления объективов на автофокусные и с ручной фокусировкой, для объективов с байонетом Nikon F существует разделение ещё на две группы, частично несовместимые: поддерживающие систему AI (AI-S) и более раннего выпуска. Распространённое заблуждение, приписывающее спецификацию AI всем неавтофокусным объективам неверно, поскольку эта система поддерживается современной автофокусной оптикой, тогда как ранние объективы с ручной фокусировкой ей не соответствуют.

#### Объективы с ручной фокусировкой

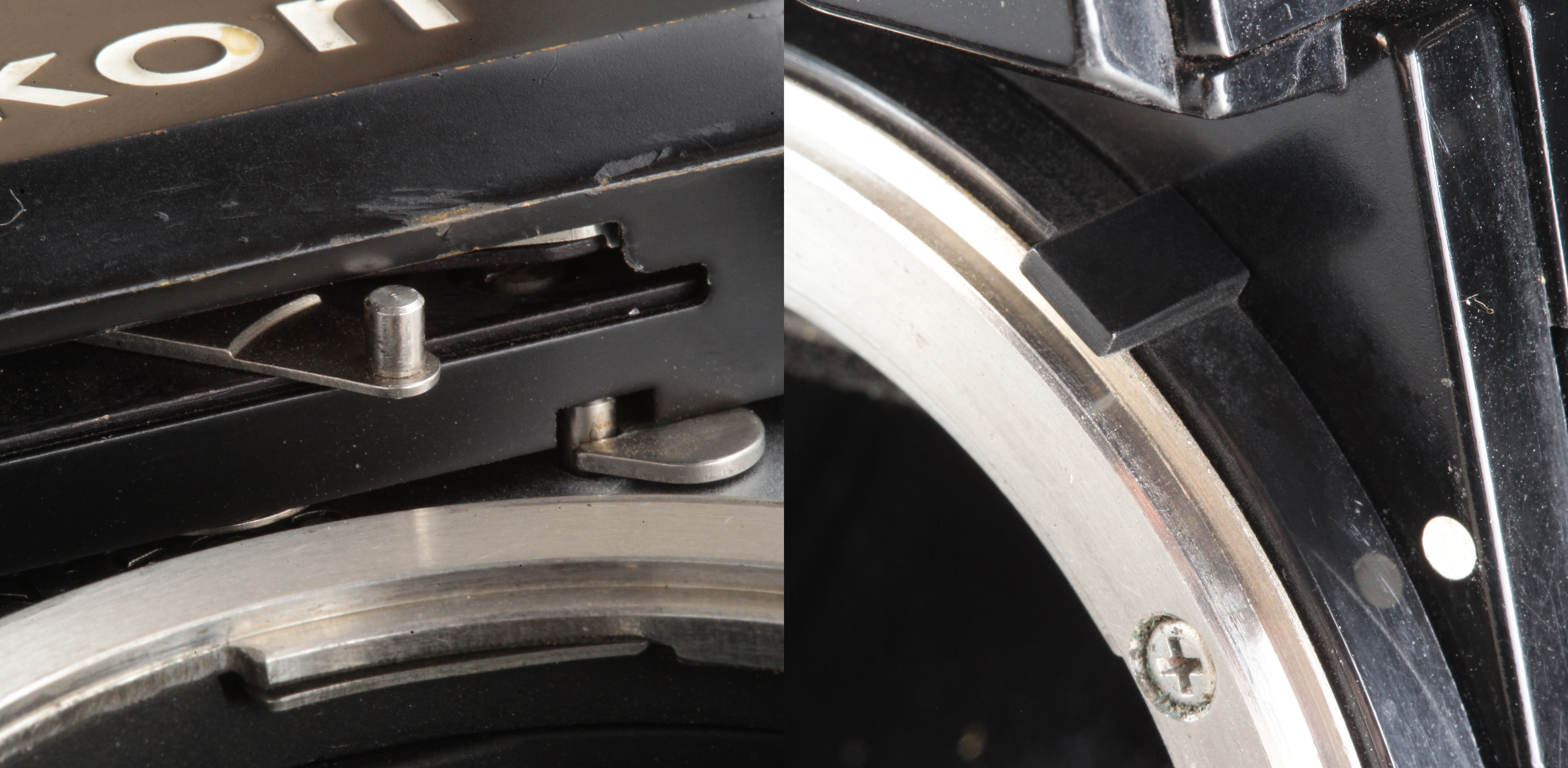
Система передачи значения диафрагмы в экспонометр до введения системы AI (слева) и после. На левом снимке виден поводок экспонометра пентапризмы DP-1 фотоаппарата Nikon F2 Photomic, входящий в вилку объектива. На правом снимке дополнительное кольцо вокруг фланца байонета камеры Nikon FM2 с лапкой системы AI. Попытка установки объектива non-AI может повредить лапку

- A — Auto Nikkor (неофициальные названия F, non-AI, NAI) — обозначение самых первых объективов, выпускавшихся с 1959 года. Все эти объективы имели однослойное просветление и оснащались колодкой (вилкой) измерительной связи с экспонометром[2][3]. Колодка, из-за характерной формы прозванная «кроличьими ушами» (англ. rabbit ears), и расположенная на кольце установки диафрагмы, соединялась со специальным поводком экспонометра[4]. Поводок, отслеживающий положение кольца, впервые в мире дополнял традиционную связь приставных экспонометров с диском выдержек[5]. Такая конструкция позволяла реализовать полуавтоматическую установку экспозиции. С появлением сменных пентапризм, оснащённых заобъективным измерением, соединение позволило проводить его при полностью открытой прыгающей диафрагме (англ. Full Aperture Metering). В первых моделях измерительных пентапризм для Nikon F и в любительских камерах Nikkormat значение светосилы объектива выставлялось вручную кольцом ввода светочувствительности[6]. В дальнейшем система была усовершенствована: после присоединения объектива кольцо диафрагмы нужно было повернуть до минимального относительного отверстия, а затем до максимального[7]. Таким образом, светосила полуавтоматически вводилась в экспонометр, но на конструкции объективов это никак не отразилось.

Установка таких объективов на современные фотоаппараты может повредить камеру из-за несовпадения заднего торца кольца диафрагмы с ответной частью байонета камеры, вокруг которого расположено подпружиненное кольцо с «лапкой». Их использование возможно только после переделки, описанной ниже в разделе AI’d. Некоторые профессиональные фотоаппараты, рассчитанные на объективы AI и более поздние, предусматривали откидную «лапку» поводка, позволяющую устанавливать старую оптику, однако в этом случае сопряжение с экспонометром камеры невозможно.
Ещё одна группа объективов серии Auto совместима только с фотоаппаратами, оснащёнными полноценным предварительным подъёмом зеркала. Это широкоугольные объективы ранних конструкций с коротким задним отрезком, не позволяющим использовать их при нормально работающем зеркале. Примерно в середине 1960-х годов эти объективы были заменены аналогичными с удлинённым задним отрезком: ретрофокусными, не требующими подъёма зеркала. Из профессиональных зеркальных фотоаппаратов Nikon только модели F и F2 позволяют использовать старую короткофокусную оптику при зафиксированном зеркале и с приставным телескопическим видоискателем, входящим в комплект объектива. Все остальные зеркальные фотоаппараты, даже оснащённые механизмом отключения зеркала, с такой оптикой несовместимы из-за отсутствия внутри байонетного кольца выступа, ограничивающего поворот задней части объектива при его установке.
- T, Q, P, H, S, O, N, UD, QD, PD — индекс, располагающийся перед или после названия «Nikkor» объективов первых выпусков (см. выше), и обозначающий количество оптических элементов, содержащихся в объективе. Сокращение от греческих Tres (3), Quatour (4), Pente (5), Hex (6), Septem (7), Okto (8), Novem (9), UnoDecem (11), QuatourDecem (14) и PenteDecem (15). Сокращения Uns (1) и Bini (2) были также предусмотрены, но никогда не использовались. Буквы, обозначающие количество линз, исчезли с оправ «Никкоров» в 1974 году с появлением объективов серии К.
- Auto — обозначение ранних объективов, оснащённых прыгающей диафрагмой, также называвшейся в те годы «автоматической». Обозначение вышло из употребления в начале 1970-х годов с запуском производства серии К.
- C — обозначает многослойное просветление объективов F. Ставится через промежуточную точку после обозначения количества линз, например Nikkor X·C. Это обозначение использовалось с 1971 до 1974 года, и исчезло, когда многослойное просветление стало стандартом в новой серии К.
- K — «современные» или новые «Никкоры», выпуск которых начат в 1974 году. Изменения коснулись только внешнего дизайна объективов, никак не отразившись на конструкции байонета. В таком виде объективы просуществовали до начала автофокусной эпохи, ненадолго опередив появление системы AI. Одним из главных отличий стала замена металлического рифлёного кольца фокусировки на кольцо с резиновым покрытием. Обозначение количества оптических элементов и типа просветления в названии объективов ушло в прошлое. Буква К отражает японское выражение (яп. konnichi-teki), переводящееся как «современный».

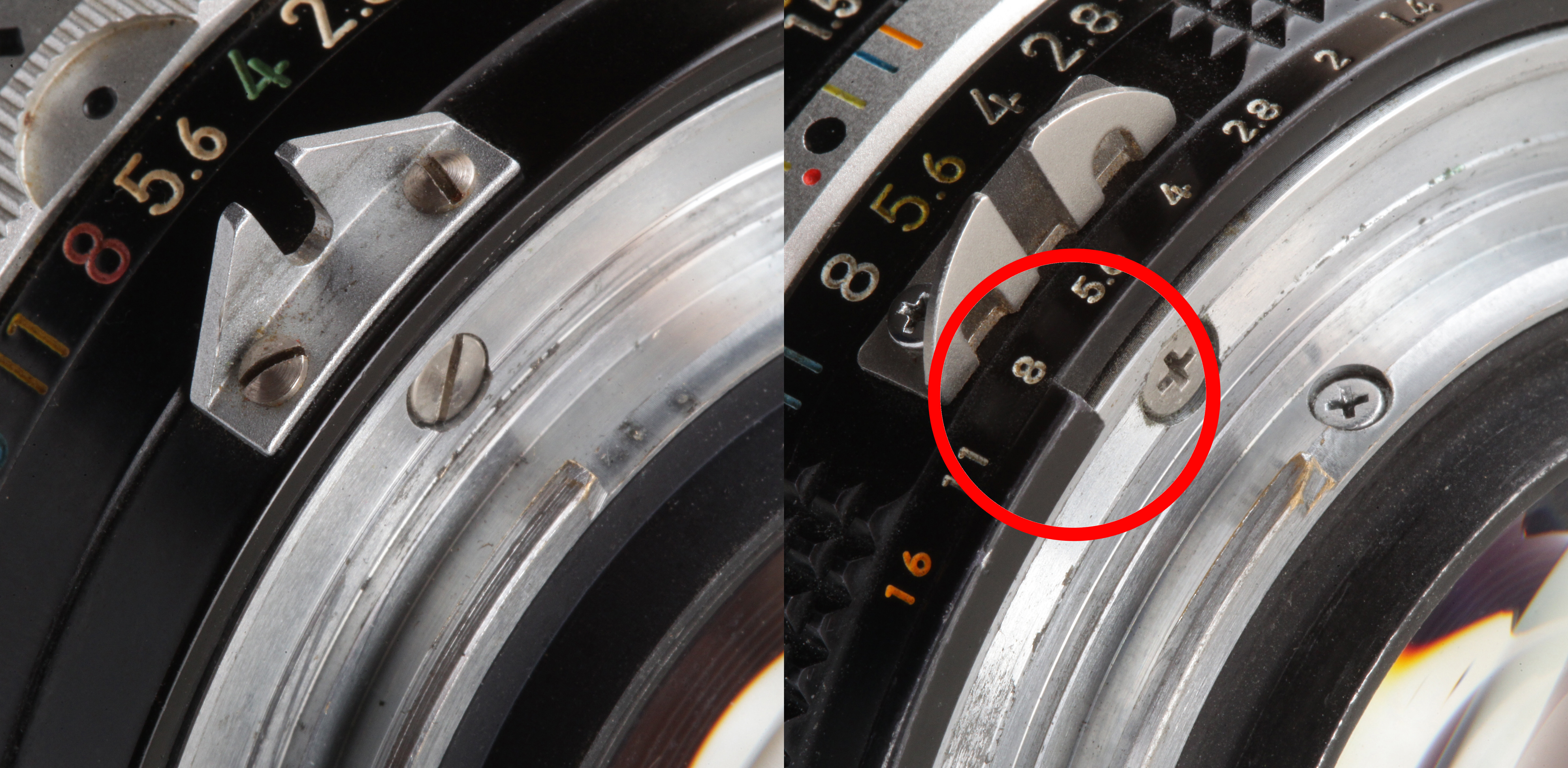
Фланцы объективов Nikkor 1,4/50 до введения системы AI (слева) и после. Красным кружком обозначен уступ проточки в кольце диафрагмы, передающий в экспонометр отношение предустановленного относительного отверстия к светосиле объектива. Здесь же виден дополнительный ряд диафрагменных чисел, предназначенных для системы оптического считывания ADR

- AI (англ. Automatic Indexing) — обозначение системы механической передачи отношения установленного значения диафрагмы к светосиле объектива в экспонометрическое устройство, ставшее стандартом в 1977 году[2]. Первыми камерами, поддерживающими его, стали Nikon F2A Photomic с новой пентапризмой DP-11, и Nikkormat FT3[12]. Новая система пришла на смену соединению при помощи колодки на кольце диафрагмы, обеспечив автоматический учёт светосилы объектива. При этом колодка сохранена в большинстве объективов AI, но снабжена отверстиями для подсветки дополнительного ряда цифр шкалы диафрагмы[3]. Конструкция байонета не претерпела изменений, но форма заднего торца кольца диафрагмы изменилась, став ступенчатой за счёт двух выемок[13]. Уступ одной из выемок передаёт в камеру отношение установленного значения диафрагмы к максимальному, при котором происходит измерение. Узкий выступ между выемками служит для соединения кольца с приставным устройством автоматического управления экспозицией DS-12 EE, выпускавшимся для фотоаппарата Nikon F2AS[14]. Такая же форма кольца использована в советских объективах завода «Арсенал»[15]. Все объективы серий AI, AI-S, E и все современные автофокусные обладают такой конструкцией. На камерах системы AI вокруг фланца байонета появилось подпружиненное поворотное кольцо с поводком, входящим в зацепление с уступом кольца диафрагмы при установке объектива. Этот поводок или «лапка» сделали байонет несовместимым со всей оптикой предыдущих серий, кольцо диафрагмы которой охватывало фланец камеры и не имело проточки[* 2]. При этом все новые объективы могут быть установлены на старые камеры, а при наличии колодки связи («кроличьих ушей») полноценно взаимодействовать с экспонометрами старого образца.

Ещё одним новшеством спецификации AI стал дополнительный ряд цифр, обозначающих диафрагменное число, который появился на кольце диафрагмы рядом с основным. Эти цифры предназначены для системы ADR (англ. Aperture Direct Readout) отображения в видоискателе, заменившей старый механизм индикации. Система состоит из зеркал и линз, и проецирует изображение цифр в дополнительное окно, позволяя устанавливать диафрагму, не отрываясь от видоискателя.
- AI’d — неофициальное англоязычное обозначение объективов первых выпусков, переделанных для совместимости с системой AI[2]. Доработка заключалась в замене кольца диафрагмы и проводилась в сервис-центрах Nikon довольно длительный период. В некоторых случаях переделка осуществлялась неавторизованными мастерскими самостоятельной доводкой детали. Последний способ был распространён в СССР, где отсутствовал фирменный сервис[8]. Объективы переделывались только для новых камер Nikon, поскольку отечественные фотоаппараты с байонетом F (за исключением «Киева-20») были совместимы со всеми объективами. Большинство советских камер оснащались экспонометрами, измеряющими экспозицию при рабочем значении диафрагмы, и на них отсутствовал механизм её передачи, ограничивающий совместимость.
- AI-S (англ. Automatic Indexing Shutter) — преемник системы AI, в 1979 году дополненной двумя механическими усовершенствованиями: появилась возможность управления диафрагмой из камеры и добавлен выступ, сигнализирующий о фокусном расстоянии объектива[4]. Эти усовершенствования были необходимы для поддержки режимов приоритета выдержки и других, требующих автоматической установки диафрагмы, использованных в фотоаппаратах серий Nikon FA, F-301, F-501 и Nikon F4. Обозначение AI-S часто ассоциируют со всеми неавтофокусными объективами, что неверно, поскольку ранняя оптика Nikon не обладает этой спецификацией и без переделки не может быть установлена на большинство более поздних камер. В то же время все современные автофокусные объективы (за исключением серии G, в которой кольцо диафрагмы отсутствует) поддерживают стандарт AI-S и остаются совместимыми с большинством камер Nikon.
  - В отличие от системы AI и предыдущих, объективы AI-S позволяют регулировать значение диафрагмы не только кольцом вручную, но и дополнительно из камеры, величиной перемещения рычага её привода[16]. При переводе в автоматический режим кольцо диафрагмы поворачивается до минимального отверстия, а конкретные значения устанавливаются степенью неполного закрытия механизма прыгающей диафрагмы. Предыдущие объективы оснащались механизмом, полностью закрывавшим прыгающую диафрагму до предварительно установленного значения, и непригодны для автоматических режимов. Возможность такой регулировки опознаётся камерой по специальной выемке в байонете, обозначающей тип объектива[17].
  - Ребро опознавания фокусного расстояния[4]. Такое обозначение маркировало все объективы с фокусным расстоянием более 135-мм и телеконвертеры, переключая программный режим в приоритет более коротких выдержек[2]. Технология использовалась только в камерах серий F-501, FA и F4.
- AI-P — неавтофокусные объективы спецификации AI-S, оснащённые микропроцессором и контактами автофокусного интерфейса для полноценной совместимости с более современными камерами. Такая конструкция появилась в 1988 году в длиннофокусных объективах[18]. Не следует путать с обозначением P, отражающим пятилинзовую конструкцию объективов серии Nikkor Auto. Последний выпущенный объектив Nikkor 2,8/45P спецификации AI-P, предназначен специально для камеры Nikon FM3A.

#### Автофокусные объективы

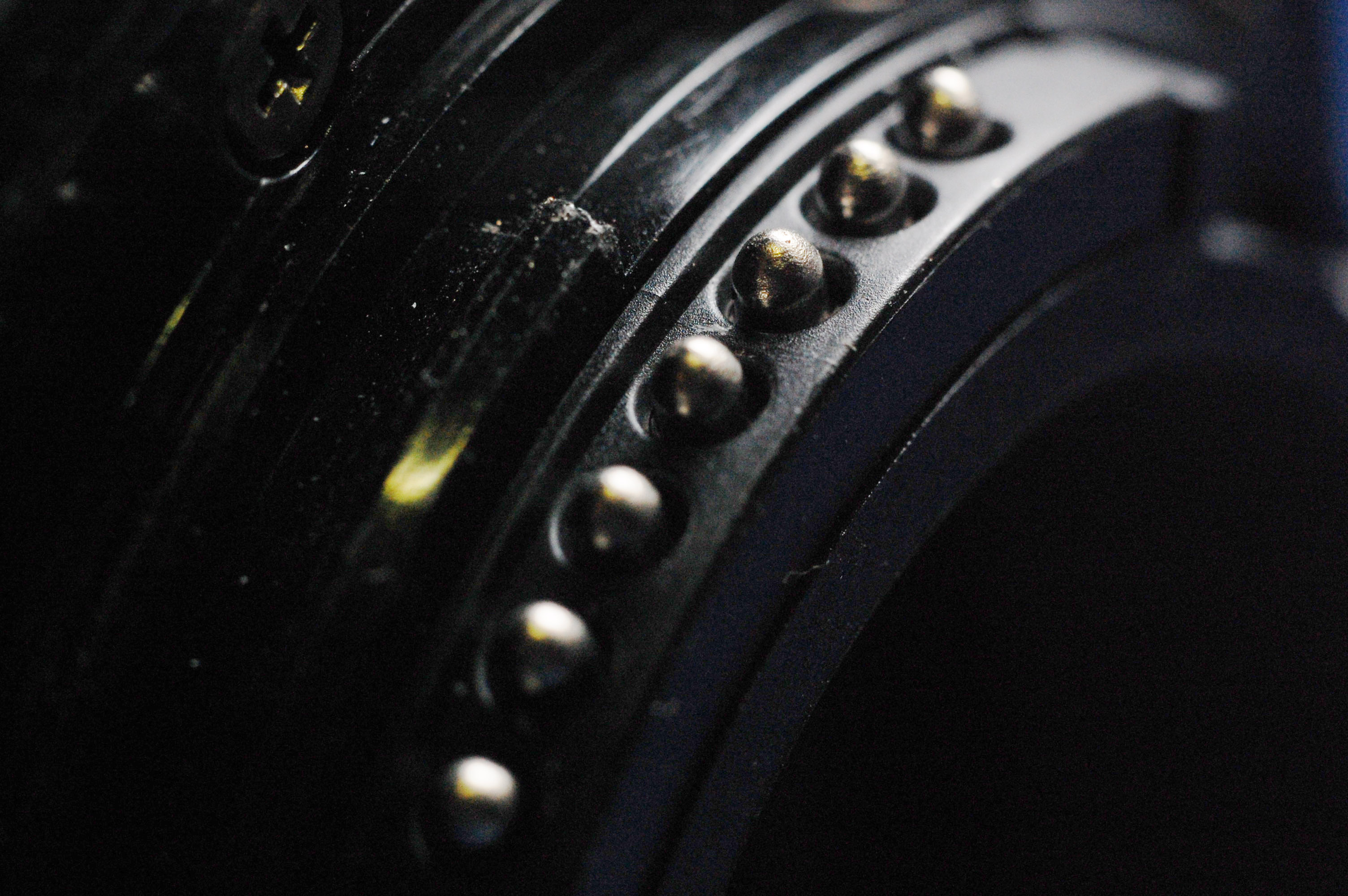
Контакты электрического соединения автофокусного объектива, расположенные на приливе оправы

- AF — исходное обозначение объективов с автофокусом. С оправы автофокусных объективов исчезла вилка соединения диафрагмы с экспонометром. Ранние объективы с таким обозначением оснащены полумуфтой так называемого «отвёрточного» автофокуса, соединявшей его привод, расположенный в фотоаппарате, с кольцом фокусировки. Появление этой полумуфты стало дальнейшим усовершенствованием байонета F, и её расположение в нижней части фланца стандартизировано, хотя в современных объективах она отсутствует. Кроме того, все объективы серии AF обладают встроенным микропроцессором, поэтому байонет F был дополнен пятью электрическими контактами, передающими в объектив электропитание, а обратно — данные с органов управления[19]. Экспоавтоматика многих современных камер работоспособна только с такими «компьютеризированными» объективами. Более старые объективы могут быть использованы с применением специального переходника типа «одуванчик». С дальнейшим совершенствованием системы Nikon количество контактов байонета возрастало и в современных образцах может достигать десяти. Первоначальные размеры и расположение контактов, а также их конструкция в 1984 году защищены патентом США 4,457,609[20]. В 1990 году выдан патент 4,896,181 в котором распределены функции пятиконтактного интерфейса Nikon. Контактная группа камеры располагается в верхней части байонета под пентапризмой и состоит из плоских контактов. Контакты объектива подпружинены и расположены в специальном приливе корпуса оправы[19]. Такое расположение обратно конструкции байонета Canon EF: в последнем подпружинены контакты камеры, расположенные в нижней части под зеркалом.

Обозначение AF Nikkor не следует путать с объективами, выпускавшимися для камеры Nikon F3AF под названием AF-Nikkor, пишущимся через дефис.
- AF-D — разновидность объективов серии AF, оснащённых функциями D (см. ниже). Такая конструкция впервые появилась в 1992 году.
- AF-I (англ. AF Internal Motor, «встроенный мотор») — объективы с встроенным приводом автофокуса на основе бесколлекторного электродвигателя[18]. Такая конструкция использовалась только в больших телеобъективах начиная с 1992 года. В 1996 году на смену пришли объективы AF-S.
- AF-S (англ. AF Silent Wave Motor, «бесшумный мотор») — объективы, сходные по конструкции с объективами Canon USM, оснащёнными кольцевым пьезоэлектрическим двигателем[18]. Торговое название технологии, анонсированной корпорацией Nikon в 1996 году — SWM (англ. Silent Wave Motor).
- AF-n (англ. AF New Cosmetics) — «новая» серия автофокусных объективов, выпущенных после 1990 года, отличающаяся только внешним дизайном[18]. Отличие состоит в замене пластмассовых колец фокусировки металлическими с резиновым покрытием.
- D (англ. Distance Information) — обозначение, указываемое в названии объектива после фокусного расстояния или присутствующее перед словом Nikkor в виде AF-D[18]. Отражает передачу значения дистанции фокусировки в экспонометрическое устройство. Используется, главным образом во вспышечной экспонометрии и технологии 3D Color matrix metering, учитывающей дистанцию наводки при вычислении правильной экспозиции. Также используется в технологиях D-TTL и i-TTL. Все объективы серий AF-I, AF-S и G также являются типом D.
- E или PC-E (англ. Electronic Diaphragm, «электронная диафрагма») — разновидность объективов с электромагнитным приводом прыгающей диафрагмы[18]. Закрытие диафрагмы до рабочего значения происходит при помощи электромагнита, расположенного в оправе объектива, а не традиционного для байонета F механического привода из камеры. Такой привод диафрагмы, сходный с объективами Canon EF, используется, главным образом, в шифт-объективах серии PC-E, в которых применение механического привода затруднено, а также в телеобъективе AF-S 800mm f/5.6E FL ED VR. Электромеханический привод диафрагмы поддерживается только фотоаппаратами серии Nikon D3 и более новыми. В других фотоаппаратах закрытие диафрагмы таких объективов может осуществляться только вручную. Не следует путать с неавтофокусными объективами любительской серии Е (см. ниже).
- G (англ. Gelded, «кастрированный») — серия объективов, в которых отсутствует кольцо управления диафрагмой[18]. Стандартный механизм привода прыгающей диафрагмы байонета F сохранён, но установка её значения возможна только из камеры по технологии AI-S. Такие объективы, появившиеся в 2000 году, совместимы только с автофокусными камерами, оснащёнными диском установки диафрагмы. Все остальные камеры Nikon работают с такими объективами только в ручном режиме или режиме приоритета диафрагмы при полностью закрытом отверстии. Исключение составляет лишь Nikon F90x, который, не имея диска установки диафрагмы, всё же способен управлять ей в режиме приоритета выдержки. В остальном объективы этой серии сходны с объективами серии D.

#### Разновидности для других типов камер
- DX — линейка объективов, разработанная для цифровых камер с «кропнутой» матрицей уменьшенного размера Nikon DX. Конструкция таких объективов и их присоединение ничем не отличаются от других объективов Nikkor. Разница заключается в меньшем диаметре поля изображения, даваемого этими объективами, в связи с чем при их использовании с полным кадром возможно виньетирование.
- IX — линейка объективов, разработанных для плёночных зеркальных фотоаппаратов Pronea усовершенствованной фотосистемы, выпуск которых прекращён. Автофокусные объективы этой серии используют стандартный байонет F, но имеют уменьшенный задний отрезок и не могут быть использованы с другими фотоаппаратами Nikon даже после предварительного подъёма зеркала.
- Серия Е — семейство неавтофокусных дешёвых объективов, производившихся в 1980-х годах для любительских фотоаппаратов Nikon. Объективы обладают упрощённой оптической конструкцией и более низким качеством сборки. Несмотря на отсутствие вилки, все они соответствуют спецификации AI-S, но обозначены не как Nikkor, а как «Объектив Никон серии Е» (англ. Nikon Lens series E).

## Объективы завода «Арсенал»

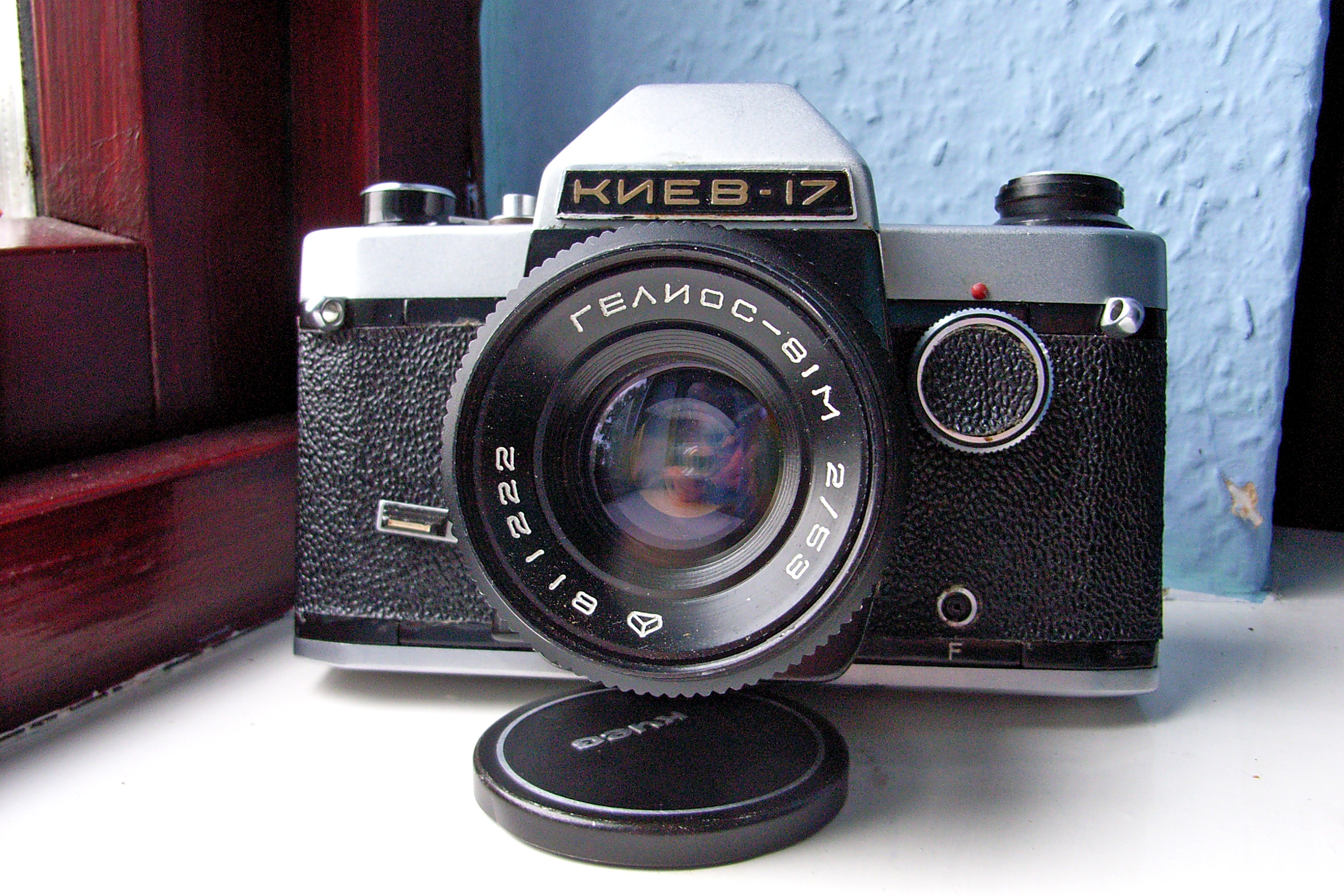
Фотоаппарат «Киев-17» с объективом «Гелиос-81Н»

Байонет Nikon F был также использован в советских зеркальных фотоаппаратах семейства «Киев»: «Киев-17», «Киев-18», «Киев-19», «Киев-19М» и «Киев-20». Камеры выпускались на киевском заводе «Арсенал»
Одновременно с выпуском фотоаппаратов было налажено производство сменных объективов с таким же типом присоединения. По советской классификации байонет F именовался как байонет Н («Никон»). Эта линейка сменной оптики для малоформатных фотоаппаратов была единственной в СССР, выпускавшейся массово и в полном объёме, кроме «зенитовской» с резьбовым креплением М42×1. По сравнению с оригинальной оптикой Nikon отечественные объективы имели упрощённую конструкцию оправы и не поддерживали систему AI-S, предусматривающую автоматическое управление диафрагмой из камеры. Оправа соответствовала спецификации AI, но вилка соединения с экспонометром пентапризмы на этих объективах отсутствовала, исключая полноценную совместимость с камерами Nikon ранних выпусков. Тем не менее, в настоящее время эта оптика, выпускаемая под брендом «Arsat», пользуется спросом, поскольку при сопоставимом с японскими аналогами оптическом качестве стоит в несколько раз дешевле. К недостаткам стоит отнести более низкое качество изготовления оправы и, особенно, механизма прыгающей диафрагмы.
| Название до 1990 года | Название после 1990 года                        | Фокусное расстояние | Относительное отверстие |
| --------------------- | ----------------------------------------------- | ------------------- | ----------------------- |
| МС Пеленг 8           | MC Peleng 8A/3,5 и BelOMO EWP Fisheye MC 8A/3,5 | 8                   | 3,5                     |
| МС Пеленг 17          | MC Peleng 17A/2,8                               | 17                  | 2,8                     |
| МС Мир-20Н            |                                                 | 20                  | 3,5                     |
| МС Мир-24Н            |                                                 | 35                  | 2                       |
| МС Мир-67Н            | PCS Arsat 35 mm f/2.8                           | 35                  | 2,8                     |
| МС Мир-1А             |                                                 | 37                  | 2,8                     |
| МС Волна-8Н           |                                                 | 50                  | 1,2                     |
| МС Волна-4Н           |                                                 | 50                  | 1,4                     |
| МС Гелиос-123Н        | Arsat-H 50 mm f/1,4                             | 50                  | 1,4                     |
| МС Гелиос-81Н         | Arsat-H 50 mm f/2                               | 50                  | 2                       |
| МС Калейнар-5Н        | Arsat-H 100 mm f/2.8                            | 100                 | 2,8                     |
| Вега-13Н              |                                                 | 100                 | 2,8                     |
| Телеар-Н              |                                                 | 200                 | 3,5                     |
| Юпитер-21А            |                                                 | 200                 | 4                       |
| МС Янтарь-14Н         |                                                 | 28 — 85             | 2,8 — 4                 |
| МС Янтарь-20          |                                                 | 35 — 200            | 3,5 — 4,5               |
| МС Гранит-11Н         | MC ZOOM Arsat-H 80-200 mm 4,5                   | 80 — 200            | 4,5                     |
| МС Яшма-4Н            | APO Arsat-H 300 mm f/2,8                        | 300                 | 2.8                     |

## Сравнение с креплениями других производителей
| Название                       | Рабочий отрезок, мм              | Диаметр, мм                | Размер кадра                    | Тип                                                        | Годы производства                     |
| ------------------------------ | -------------------------------- | -------------------------- | ------------------------------- | ---------------------------------------------------------- | ------------------------------------- |
| Mamiya RB                      | 112,0                            | ?                          | 6×7 см                          | байонет с замком на объективе                              | ?                                     |
| Mamiya RZ                      | 105,0                            | ?                          | 6×7 см                          | байонет с замком на объективе                              | ?                                     |
| Rolleiflex SL66                | 102,8                            | ?                          | 6×6 см                          | байонет                                                    | 1966—1992                             |
| Bronica                        | 101,7                            | 57                         | 6×6 см                          | байонет с многозаходной резьбой                            | ?                                     |
| Pentax 67                      | 84,95                            | ?                          | 6×7 см                          | наружный и внутренний байонет                              | ?                                     |
| Bronica GS1                    | ?                                | ?                          | 6×7 см                          | байонет                                                    | 1983—2002                             |
| Байонет В                      | 82,1                             | 60                         | 6×6 см                          | байонет с трёхзаходной резьбой                             | С 1957 года                           |
| Kowa Six / Super 66            | 79                               | ?                          | 6×6 см                          | накидное кольцо                                            | 1968—1974                             |
| Hasselblad 500/2000            | 74,9                             | ?                          | 6×6 см                          | байонет                                                    | —                                     |
| Байонет Б                      | 74,0                             | 60                         | 6×6 см                          | байонет с накидным кольцом                                 | С 1957 года                           |
| Rolleiflex SLX                 | 74                               | 75                         | 6×6 см                          | четырёхлепестковый байонет                                 | С 1976 года                           |
| Pentax 645                     | 70,87                            | ?                          | 6×4,5 см                        | байонет                                                    | —                                     |
| Mamiya 645                     | 63,3                             | ?                          | 6×4,5 см                        | байонет                                                    | С 1975 года                           |
| Leica Visoflex                 | 62,5                             | ?                          | 24×36 мм                        | байонет                                                    | 1935—1984                             |
| Hasselblad H                   | 61,63                            | ?                          | 6×4,5 см                        | байонет                                                    | ?                                     |
| Leica S                        | ?                                | ?                          | 54×45 мм                        | байонет                                                    | С 2008 года                           |
| T2-mount («М42×0,75»)          | 55                               | 42                         | 24×36 мм                        | резьба                                                     | С 1962 года — современный вид T-mount |
| Topcon UV                      | 55                               | ?                          | 24×36 мм                        | байонет                                                    | c 1964 года                           |
| T-mount («М37×0,75»)           | 50,2                             | 37                         | 24×36 мм                        | резьба                                                     | 1957-1962                             |
| Praktina                       | 50                               | 46                         | 24×36 мм                        | накидное кольцо                                            | c 1952 года                           |
| Icarex                         | 48                               | ?                          | 24×36 мм                        | накидное кольцо                                            | 1966—1971                             |
| Байонет Contax N               | 48                               | ?                          | 24×36 мм                        | байонет                                                    | с 2001                                |
| Байонет Ц (Зенит-4)            | 47,58                            | 47                         | 24×36 мм                        | Вариант байонета DKL                                       | 1964—1968                             |
| Байонет Leica R                | 47,0                             | ?                          | 24×36 мм                        | байонет                                                    | С 1964 года                           |
| Байонет Nikon F                | 46,5                             | 44                         | 24×36 мм                        | трёхлепестковый байонет                                    | С 1959 года                           |
| Olympus OM                     | 46                               | ?                          | 24×36 мм                        | трёхлепестковый байонет с замком на объективе              | 1972—2002                             |
| Contarex                       | 46                               | ?                          | 24×36 мм                        | трёхлепестковый байонет                                    | 1958—1966                             |
| Rolleiflex SL35                | 45,6                             | ?                          | 24×36 мм                        | трёхлепестковый байонет                                    | ?                                     |
| Байонет Contax-Yashica         | 45,5                             | 48                         | 24×36 мм                        | трёхлепестковый байонет                                    | 1975—?                                |
| Байонет K                      | 45,5                             | 48,5                       | 24×36 мм                        | трёхлепестковый байонет                                    | С 1976 года                           |
| Altix                          | 45,5 наружный; 42,5 внутренний   | ?                          | 24×36 мм                        | накидное кольцо                                            | 1939—1959                             |
| Mamiya E/EF (ZE/CS)            | 45,5                             | 49                         | 24×36 мм                        | байонет                                                    | С 1980 года                           |
| Pentina                        | 45,5                             | ?                          | 24×36 мм                        | накидное кольцо                                            | С 1960 года                           |
| M42×1                          | 45,5                             | 42                         | 24×36 мм                        | резьба                                                     | С 1948 года                           |
| M37×1                          | 45,46                            | 37                         | 24×36 мм                        | резьба                                                     | c 1939                                |
| Зенит                          | 45,2                             | 39                         | 24×36 мм                        | резьба                                                     | 1953—1967                             |
| Exakta                         | 44,7                             | 38                         | 24×36 мм                        | Трёхлепестковый байонет                                    | —                                     |
| Байонет DKL                    | 44,7                             | 47                         | 24×36 мм                        | Включает центральный затвор и привод регулировки диафрагмы | С 1957 года                           |
| Байонет А (Minolta A / Sony α) | 44,50                            | 49.7                       | 24×36 мм                        | трёхлепестковый байонет                                    | С 1986 года                           |
| Rolleiflex SL35                | 44,46                            | —                          | 24×36 мм                        | байонет                                                    | 1970—1998                             |
| Praktica B                     | 44,40                            | 48,5                       | 24×36 мм                        | байонет                                                    | С 1980 года                           |
| M40×1                          | 44                               | 40                         | 24×36 мм                        | резьба                                                     | 1938—1947                             |
| Canon EF                       | 44                               | 54                         | 24×36 мм                        | трёхлепестковый байонет                                    | С 1987 года                           |
| Canon EF-S                     | 44                               | 54                         | 22,2×14,8 мм                    | трёхлепестковый байонет                                    | С 2004 года                           |
| Байонет Sigma SA               | 44                               | 44                         | 24×36 мм                        | байонет                                                    | С 1992 года                           |
| Байонет Киев-Автомат           | 44,0                             | 41                         | 24×36 мм                        | байонет                                                    | 1965—1985                             |
| Minolta SR/MC/MD               | 43,50                            | ?                          | 24×36 мм                        | трёхлепестковый байонет                                    | 1958—2001                             |
| Fujica X                       | 43,5                             | ?                          | 24×36 мм                        | трёхлепестковый байонет                                    | ?                                     |
| Petriflex                      | 43,5                             | ?                          | 24×36 мм                        | накидное кольцо                                            | С 1963 года                           |
| en:Rectaflex Rectaflex         | 43,4                             | ?                          | 24×36 мм                        | байонет                                                    | 1947—1958                             |
| M41,2x1                        | 42,05                            | 41,2                       | 24×36 мм                        | резьба                                                     | С 1947 года                           |
| Байонет Д                      | 42,0                             | 40,5                       | 24×36 мм                        | накидное кольцо                                            | С 1965 года                           |
| Canon R                        | 41,9                             | 48                         | 24×36 мм                        | накидное кольцо                                            | 1959—1964                             |
| Canon FL                       | 41,9                             | 48                         | 24×36 мм                        | накидное кольцо                                            | 1964—1971                             |
| Canon FD                       | 41,9                             | 48                         | 24×36 мм                        | накидное кольцо                                            | 1971—1990                             |
| Canon FDn                      | 41,9                             | 48                         | 24×36 мм                        | байонет                                                    | 1978—1990                             |
| Байонет Miranda                | 41,5                             | 44                         | 24×36 мм                        | четырёхлепестковый байонет с резьбой 44×1                  | 1954-1974                             |
| Konica F                       | 40,5                             | 40                         | 24×36 мм                        | байонет                                                    | 1960—1963                             |
| Konica AR                      | 40,5                             | ?                          | 24×36 мм                        | байонет                                                    | 1965—1988                             |
| Стандарт 4:3                   | 38,67                            | 50                         | 17,3×13 мм                      | байонет                                                    | С 2003 года                           |
| Alpa                           | 37,8                             | 48                         | 24×36 мм                        | байонет                                                    | —                                     |
| Hasselblad XPan                | 34,27                            | ?                          | 24×65 мм                        | байонет                                                    | c 1998 года                           |
| Байонет Contax-Киев RF         | 34,85 наружный; 31,85 внутренний | 49 наружный; 36 внутренний | 24×36 мм                        | наружный и внутренний байонет                              | 1932—1985                             |
| Байонет Contax G               | 28,95                            | ?                          | 24×36 мм                        | байонет                                                    | 1994—2005                             |
| Olympus Pen F                  | 28,95                            | ?                          | 24×18 мм                        | байонет                                                    | С 1963 года                           |
| M39×1/28,8                     | 28,8                             | 39                         | 24×36 мм                        | резьба                                                     | 1932—1995                             |
| Нарцисс                        | 28,8                             | 24                         | 14×21 мм                        | резьба                                                     | 1961—1965                             |
| Байонет Leica M                | 27,8                             | ?                          | 24×36 мм                        | четырёхлепестковый байонет                                 | С 1954 года                           |
| M39×1/27,5                     | 27,5                             | 39                         | 18×24 мм                        | резьба                                                     | 1967—1974                             |
| Байонет 110                    | 27                               | ?                          | 17×13 мм                        | байонет                                                    | С 1978 года                           |
| Байонет Fujifilm G             | 26,7                             | ?                          | 32,9×43,8 мм                    | байонет                                                    | С 2017 года                           |
| Samsung NX                     | 25,5                             | 42                         | 23,4×15,6 мм                    | байонет                                                    | С 2010 года                           |
| Canon RF                       | 20                               | 54                         | 24×36 мм                        | байонет                                                    | С 2018 года                           |
| Байонет L                      | 20                               | 51,6                       | 24×36 мм                        | байонет                                                    | С 2014 года                           |
| Микро 4:3 (Micro Four Thirds)  | 19,25                            | 44                         | 17,3×13 мм                      | байонет                                                    | С 2008 года                           |
| Canon EF-M                     | 18                               | 47                         | 22,3×14,9 мм                    | байонет                                                    | С 2012 года                           |
| Байонет E (Sony NEX)           | 18                               | 46,1                       | 24×36 мм                        | байонет                                                    | С 2010 года                           |
| Fujifim X                      | 17,7                             | 40,6                       | 23,6×15,6 мм                    | байонет                                                    | С 2012 года                           |
| Nikon 1                        | 17                               | ?                          | 13,2×8,8 мм                     | байонет                                                    | 2011—2018                             |
| Байонет Nikon Z                | 16                               | 55                         | 24×36 мм                        | четырёхлепестковый байонет                                 | С 2018 года                           |
| Pentax Q                       | 9,2                              | ?                          | 6,17×4,55 мм; 7,44×5,58 мм (Q7) | байонет                                                    | С 2011 и 2013 года                    |
| Samsung NX-M                   | 7,3                              | ?                          | 13,2×8,8 мм                     | байонет                                                    | ?                                     |

## Применение объективов с другим креплением на фотоаппаратах с байонетом F

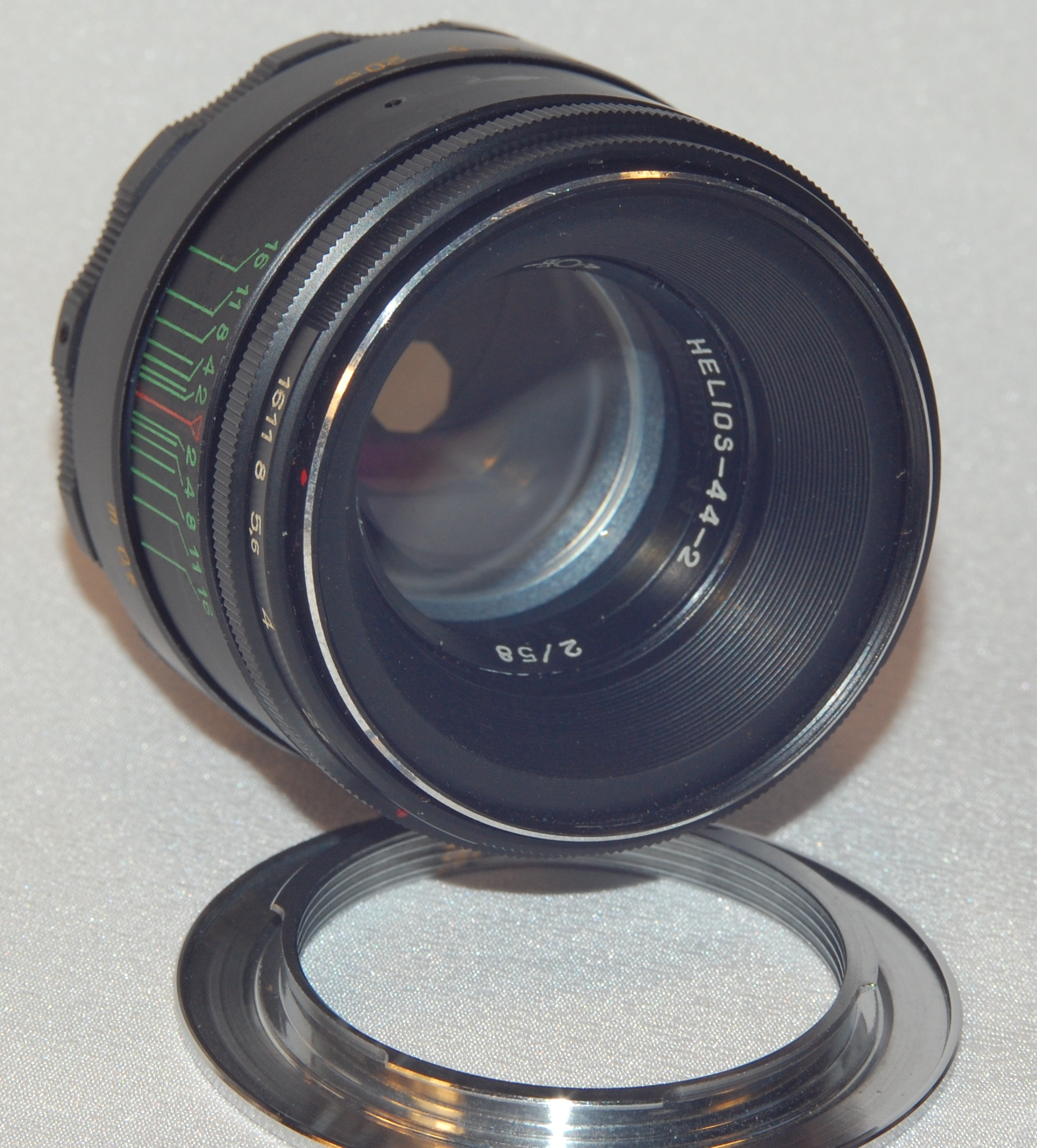
Объектив «Гелиос-44-2» и адаптер M42×1 → байонет F

Для установки на фотокамеры наиболее распространённых в 1970-е — 1980-е годы объективов с резьбовым соединением M42×1/45,5 выпускаются соответствующие адаптеры.
Сфокусировать резьбовой объектив M42×1/45,5 на «бесконечность» невозможно, поскольку рабочий отрезок объектива на 1 мм короче рабочего отрезка фотоаппарата.
Проблема может быть решена применением адаптеров с корректирующей линзой, но при этом ухудшается качество изображения. Альтернативным вариантом является переделка корпуса объектива для достижения необходимого рабочего отрезка (данный метод подходит, в частности, для объективов «Гелиос 44-2»).
В продаже можно найти адаптер для объективов с байонетом К, в том числе и с корректирующей линзой.
В СССР выпускались объективы со сменным хвостовиком, с индексом «А» в названии объектива (например, «Юпитер-37А»). Для их установки на камеру с байонетом F нужна была замена хвостовика с креплением M42×1 на хвостовик «КП-А/Н». Некоторые объективы, оснащённые байонетом F (например, «МС Мир-20Н»), комплектовались сменными резьбовыми хвостовиками. Для замены штатный хвостовик, закреплённый тремя винтами, снимался и заменялся резьбовым. При этом прыгающая диафрагма объектива на резьбовых фотоаппаратах не работала.